# الجدول الزمني لصلات نيوزيلندا مع القارة القطبية الجنوبية
 

خريطة منطقة روس، جزء من القارة القطبية الجنوبية تطالب بها نيوزيلندا.

هذا هو الجدول الزمني لتاريخ تدخل نيوزيلندا في القارة القطبية الجنوبية.

## القرن التاسع عشر
1838 - 1840
- البعثات الفرنسية والأمريكية بقيادة جول دومون دورفيل وتشارلز ويلكس . أصبح جون ساك، الماوري الذي سافر مع ويلكس، أول نيوزيلندي يعبر دائرة القطب الجنوبي.

1895
- أصبح النيوزيلندي ألكسندر فون تونزيلمان أول شخص تطأ قدمه القارة القطبية الجنوبية في كيب أدار.

1899
- البعثة البريطانية لشهر فبراير بقيادة كارستينز بورشغريفينك -بما في ذلك العديد من النيوزيلنديين- تؤسس أول قاعدة في القارة القطبية الجنوبية، في كيب أدار. تصبح هذه الرحلة الاستكشافية أول رحلة شتوية في القارة.

## القرن العشرين
1902
- تم اكتشاف جزيرة سكوت ( جزيرة ماركهام سابقاً) وهبطت عليها من قبل ويليام كولبيك (بحار) .[ ذات صلة؟ ]

1910
- روبرت فالكون سكوت يغادر إلى القارة القطبية الجنوبية من بورت تشالمرز . توفي سكوت في وقت لاحق في رحلة العودة بعد أن أخرته عاصفة ثلجية.

1911-1914
- أربعة من النيوزيلنديين (H Hamilton و AJ Sawyer و EN Webb و LA Webber) هم أعضاء في بعثة دوجلاس موسون الأسترالية في القطب الجنوبي.

1923
- أعلنت تبعية روس في 30 يوليو / تموز أنها إقليم بريطاني عُهد به إلى نيوزيلندا.

1928
- الأدميرال ريتشارد إيفلين بيرد في البحرية الأمريكية يغادر دنيدن في أول رحلة استكشافية بحرية وجوية إلى القطب الجنوبي. حلق بيرد فوق القطب الجنوبي مع الطيار بيرنت بالتشين في 28 و 29 نوفمبر 1929، لتتناسب مع تحليقه فوق القطب الشمالي في عام 1926.

1929
- بعثة مشتركة بين المملكة المتحدة وأستراليا ونيوزيلندا بقيادة دوغلاس موسون؛ يشمل أعضاء نيوزيلندا را فالا و RG Simmers.

1933
- تأسيس جمعية نيوزيلندا في القطب الجنوبي .

1946
- انضمت نيوزيلندا إلى اللجنة الدولية لصيد الحيتان للمساعدة في الإشراف على صيد الحيتان في المحيط الجنوبي.

1949
- أول إصدار للمجلة الفصلية لجمعية أنتاركتيكا النيوزيلندية ، أنتاركتيكا

1955
- في أغسطس ، قررت حكومة نيوزيلندا إنشاء قاعدة في أنتاركتيكا كجزء من مساهمتها في السنة الجيوفيزيائية الدولية (1957-1958).

1956
- إنشاء محطة ماكموردو؛ بدأ بناء كل من محطة سكوت بيس ومحطة أموندسن-سكوت ساوث بول.

1957
- في 20 يناير تم إنشاء قاعدة سكوت في تبعية روس.
- بعثة المس[ ذات صلة؟ح الجيولوجي النيوزيلندية إلى أنتاركتيكا (NZGSAE) في الفترة 1957-1958 ؛ أطلق عليه اسم Borchgrevink Glacier .
- تم إنشاء محطة Hallett جنوب Cape Adare كعملية مشتركة بين نيوزيلندا والولايات المتحدة.
- وصل بيل كرانفيلد وجون كلايدون وعالم نيوزيلندي إلى القطب الجنوبي عن طريق الجو على متن طائرة تابعة للبحرية الأمريكية.

1958
- 4 يناير، وصل إدموند هيلاري الذي يقود رحلة استكشافية باستخدام الجرارات الزراعية المجهزة للسفر إلى القطب الجنوبي، وهي أول رحلة استكشافية منذ سكوت تصل إلى القطب الجنوبي براً. جزء من بعثة الكومنولث عبر القطب الجنوبي. كان هيلاري أول نيوزيلندي يصل إلى القطب الجنوبي براً.
- بعثة المسح الجيولوجي النيوزيلندية في القطب الجنوبي (NZGSAE) في الفترة 1958-1959؛ تسمى سلسلة جبال ماونتينير .
- الولايات المتحدة تبدأ عملية التجميد العميق، ومقرها في كرايستشيرش .

1959
- 1 ديسمبر: وقعت معاهدة أنتاركتيكا مع الدول الأخرى المشاركة في الاستكشاف العلمي في أنتاركتيكا. [ بحاجة لمصدر ]
- أنشأت إدارة نيوزيلندا للبحوث العلمية والصناعية (DSIR) قسم أنتاركتيكا.

1964
- يناير: أصبح والتر ناش أول رئيس وزراء لنيوزيلندا يزور القارة القطبية الجنوبية.[1]
- دمرت النيران محطة هاليت، لم يتم إعادة بنائها مرة أخرى، ولكن تم استخدامها كقاعدة صيفية فقط حتى عام 1973.

1965
- أول رحلة جوية من نيوزيلندا إلى القارة القطبية الجنوبية بواسطة طائرة تابعة لسلاح الجو الملكي النيوزيلندي C130 (هرقل).[ بحاجة لمصدر ]

1968
- أصبحت ماري داربي أول امرأة نيوزيلندية تزور القطب الجنوبي [2]

1969
- بعثة المسح الجيولوجي النيوزيلندية في القطب الجنوبي (NZGSAE) من 1969-70؛ زارت جبال سكوت جلايسر [الإنجليزية].
- 12 نوفمبر قامت النساء بزيارة القطب الجنوبي للمرة الأولى - أربعة أمريكيات وأسترالية ونيوزيلندية باميلا يونغ.
- محطة فاندا مأهولة لأول مرة.[ ذات صلة؟

1970
- قانون تعديل القارة القطبية الجنوبية [الإنجليزية] يدخل حيز التنفيذ.

1972-1974
- أول رحلة منفردة إلى القارة القطبية الجنوبية، بواسطة صاحب اليخوت النيوزيلندية والمؤلف ديفيد لويس

1974
- قامت البعثة المشتركة بين نيوزيلندا وفرنسا في ديسمبر بأول صعود وهبوط إلى فوهة بركان جبل إريبس.
- افتتح مركز متحف القطب الجنوبي في متحف كانتربري في كرايستشيرش.

1975
- قدم رئيس الوزراء بيل رولينغ اقتراحاً رسمياً في اجتماع أوسلو لإعلان أنتاركتيكا منتزهاً عالمياً. [ بحاجة لمصدر ]

1976
- أصبحت ثيلما روجرز أول امرأة تقضي فصل الشتاء في القارة القطبية الجنوبية.

1977
- نيوزيلندا تعلن منطقة اقتصادية خالصة تبلغ 200 ميل بحري (370 كم) ، والذي ينص على أن تشمل المنطقة أيضاً مياه روس التابعة.

1978
- الذكرى السنوية الـ 21 لقاعدة سكوت.[ ذات صلة؟

1979
- كارثة جبل إريبس: تحطم طائرة تابعة لشركة طيران نيوزيلندا دي سي -10 ومقتل 257 شخصاً.

1980
- نيوزيلندا من الدول الموقعة على اتفاقية الحفاظ على الموارد البحرية الحية في القطب الجنوبي، والتي دخلت حيز التنفيذ في عام 1982.

1982
- 20 يناير: أصبح روب مولدون أول رئيس وزراء حالي لنيوزيلندا يزور القارة القطبية الجنوبية.
- تجتمع دول معاهدة أنتاركتيكا في يونيو في ولنجتون لمناقشة استغلال معادن القارة القطبية الجنوبية.[3]

1987
- إغلاق مكتب بريد سكوت بيس (أعيد افتتاحه عام 1994)

1995
- إغلاق محطة فاندا.

1996
- تأسست أنتاركتيكا نيوزيلندا في 1 يوليو لإدارة مصلحة الحكومة في أنتاركتيكا.

## القرن الواحد والعشرين
2006
- أكتوبر (إلى يناير 2007): أصبح النيوزيلنديان كيفن بيغار وجيمي فيتزجيرالد أول من سار إلى القطب الجنوبي دون مساعدة الإمدادات.[4] تم التخلي عن خطتهم للعودة بالمظلات.[5]

2007
- سافرت رئيسة الوزراء هيلين كلارك والسير إدموند هيلاري (87 عاماً) مع حفل رسمي إلى قاعدة سكوت للاحتفال بالذكرى الخمسين لتأسيسها.
- 4 يونيو أول ميدالية نيوزيلندية أنتاركتيكا (NZAM) مُنحت للجيوفيزيائي الدكتور فريد ديفي. [ بحاجة لمصدر ]